# Оканичи
Оканичи (на английски: Occaneechi) е северноамериканско индианско племе, което в средата на 17 век живее на най-големия остров в река Роанок, малко под сливането на реките Дан и Стантън, близо до днешния Кларксвил, Вирджиния. Тяхната история е тясно свързана с историята на сапони и тутело. По различни причини племето е принудено да се мести няколко пъти, като накрая се смесва с други етнически групи и изчезва като отделно племе. През 1995 г. членовете на една общност, съсредоточена в Плезънт Пойнт, Северна Каролина твърдят, че са наследници на историческите оканичи, тутело и сапони. През 2002 година тази група получава признаване от щата Северна Каролина като група оканичи, част от индианците сапони. Групата не е получила федерално признаване, тъй като не може да се докаже приемствеността между тях и историческите оканичи.

## Име и език
Не се знае какво точно означава името оканичи. Други техни синоними са: ачонечи, акенатзи, оканаги, боченин, аконеди. Езикът им е сиукски, тясно свързан с езиците на тутело и сапони, и може би с манахок и монакан.

## История
За първи път оканичи се споменават от Едуард Бланд през 1650 г., заедно с имената на сапони и тутело. Когато Бланд стига до водопадите на река Роанок, неговият водач от племето апоматук му казва за „оконачеанс и несонеикс“, които живеят в горната част на реката и са многобройни. Бланд не успява да посети тези хора. Едва след 20 години е направен контакт с тях. През 1670 г. Джон Ледерер посещава оканичи, докато те все още живеят на своя остров в река Роанок. Следващите, които ги посещават са Джеймс Ниидъм и Габриел Артър през 1673 г. Две години преди това сапони и тутело се преместват близо до оканичи на два съседни острова. През 1676 г. трите племена подкрепят Натаниъл Бейкън срещу саскуеханок, но вместо признателност получават презрение. Британците нападат селото на оканичи и успяват да убият над 100 души.
След разгрома на саскуеханок през 1675 г., ирокезите насочват вниманието си към племената във Вирджиния. След няколко ирокезки нападения, през 1680те почти всички племена мигрират от района. Оканичи издигат селото си на река Ено, близо до днешния Хилсбъро, Северна Каролина. Към 1708 г. повечето от тях се завръщат във Вирджиния и се установяват в областта на Емпориа. През 1711 г. до тях се установяват хора от племената сапони, стуканокс и тутело. На следващата година се съобщава, че общо 9 племена живеят на територията на Вирджиния: памунки, чикахомини, нансемонд, нотоуей, мехерин, сапони, стуканокс, оканичи и тутело като общата им популация е около 750 души. През 1714 г. тези племена са приканени от властите да се заселят в близост до Форт Кристана. Впоследствие, тези които се местят до форта, така се смесват помежду си, че започват да се наричат с общото име Форт Кристана индианци. През 1740 г. повечето от Форт Кристана индианците се местят на север в Пенсилвания, а от 1760 г. се присъединяват към каюга в Ню Йорк. Други отиват при катоба и стават част от това племе. Малка група обаче изглежда остава около Форт Кристана. През 1995 г. малка общност, съсредоточена в Плезънт Пойнт, Северна Каролина твърди, че са потомци на тутело, сапони и оканичи от Форт Кристана. Общността получава признаване от щата Северна Каролина през 2002 г. като Оканичи групата на Сапони индианците. Групата има около 700 записани членове.